# Can Xercavins
Can Xercavins és una obra del municipi de Rubí (Vallès Occidental) protegida com a bé cultural d'interès local.

## Descripció
Masia molt reformada amb planta baixa, primer pis i golfes que s'obren a l'exterior en la façana principal mitjançant tres arcades de tres arcs cadascuna, fetes amb totxo vist. Al pis central, on anteriorment havia balconades, hi ha finestres sense cap mena de decoració. La porta d'entrada és de portal d'arc de mig punt adovellat. La coberta és a dues aigües i la façana està arrebossada en blanc. Prop de la masia, al costat d'una de les façanes laterals, hi ha una construcció que antigament denominaven "la frança".

## Història
El nom de Xercavins surt en un plet entre el veguer Seniofred de Rubí i l'abat de Sant Cugat per l'ús de les aigües de la riera i les fonts.
El primer membre de la família de qui es té notícies és Guillem de Xercavins, el qual va signar l'any 1152 un testament sacramental. Les terres i béns que posseïen eren propis, alodials i molt extensos. Era una família lliure amb autoritat no superior a la de comte-sobirà.